# Marina Mariuchnicz
Marina Mariuchnicz (ros. Марина Марюхнич) (ur. 26 listopada 1982 w Jużne) – rosyjska siatkarka pochodzenia ukraińskiego, grająca na pozycji środkowej. 

## Sukcesy klubowe
Mistrzostwo Rosji:
- 2020
- 2017, 2018
- 2007, 2009, 2012, 2016, 2021

Puchar CEV:
- 2015, 2016, 2017
- 2009
- 2008

Puchar Challenge:
- 2013

Puchar Rosji:
- 2014, 2015, 2016, 2017, 2019, 2020

Klubowe Mistrzostwa Świata:
- 2015

Superpuchar Rosji:
- 2020[2]

## Nagrody indywidualne
- 2013: MVP Pucharu Challenge